# Sebastira instrata
Sebastira instrata är en spindelart som beskrevs av Simon 1901. Sebastira instrata ingår i släktet Sebastira och familjen hoppspindlar. Inga underarter finns listade i Catalogue of Life.